# Maria das Dores Meira
Maria das Dores Marques Banheiro Meira (Lisboa, 13 de septiembre de 1956) es una política portuguesa y la actual alcaldesa de Setúbal.
Maria das Dores Meira es militante del Partido Comunista Portugués y ganó las elecciones locales de Setúbal en las listas de CDU en las elecciones de 2009, 2013 y 2017. No obstante, tomó posesión del cargo mucho antes, en 2006, después de la renuncia del entonces alcalde, Carlos de Sousa.
Es licenciada en Derecho por la Universidad Internacional. Fue nombrada comandante de la Orden del Mérito el 10 de junio de 2014.